# Kilometerstein

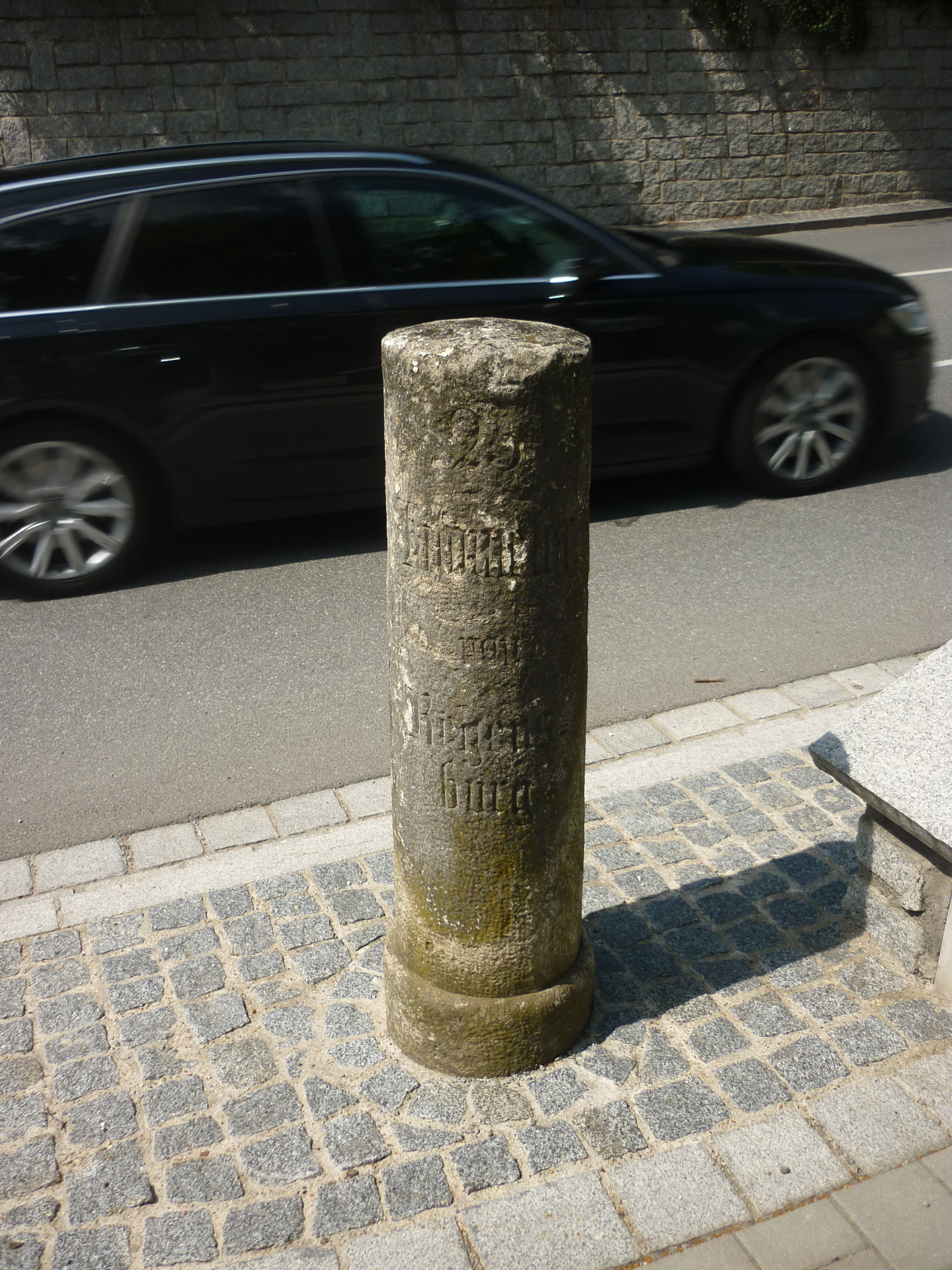
Historischer Entfernungkilometerstein "25 km nach Regensburg" in Wörth an der Donau, Bayern

Ein Kilometerstein dient der Kilometrierung von Verkehrswegen und wird, wie die historischen Postmeilensäulen, in regelmäßigen Abständen am Rand des Verkehrsweges aufgestellt. Da viele Steine im 100-Meter-Abstand gesetzt sind, wird für diese die Bezeichnung Hektometerstein verwendet. Kilometersteine befinden sich sowohl entlang von Straßen als auch entlang von Bahnlinien und Wasserstraßen. Ihre Bedeutung ist mit dem Aufkommen von Wegweisern, Stationszeichen und Hektometertafeln zurückgegangen.

## Straßenverkehr
Im Straßenverkehr dienen Kilometersteine als Anhaltspunkt für den Kraftfahrer, der seine zurückgelegte Entfernung oder die Richtigkeit seiner Route ermitteln will, sowie zur Standortbestimmung.

### Deutschland

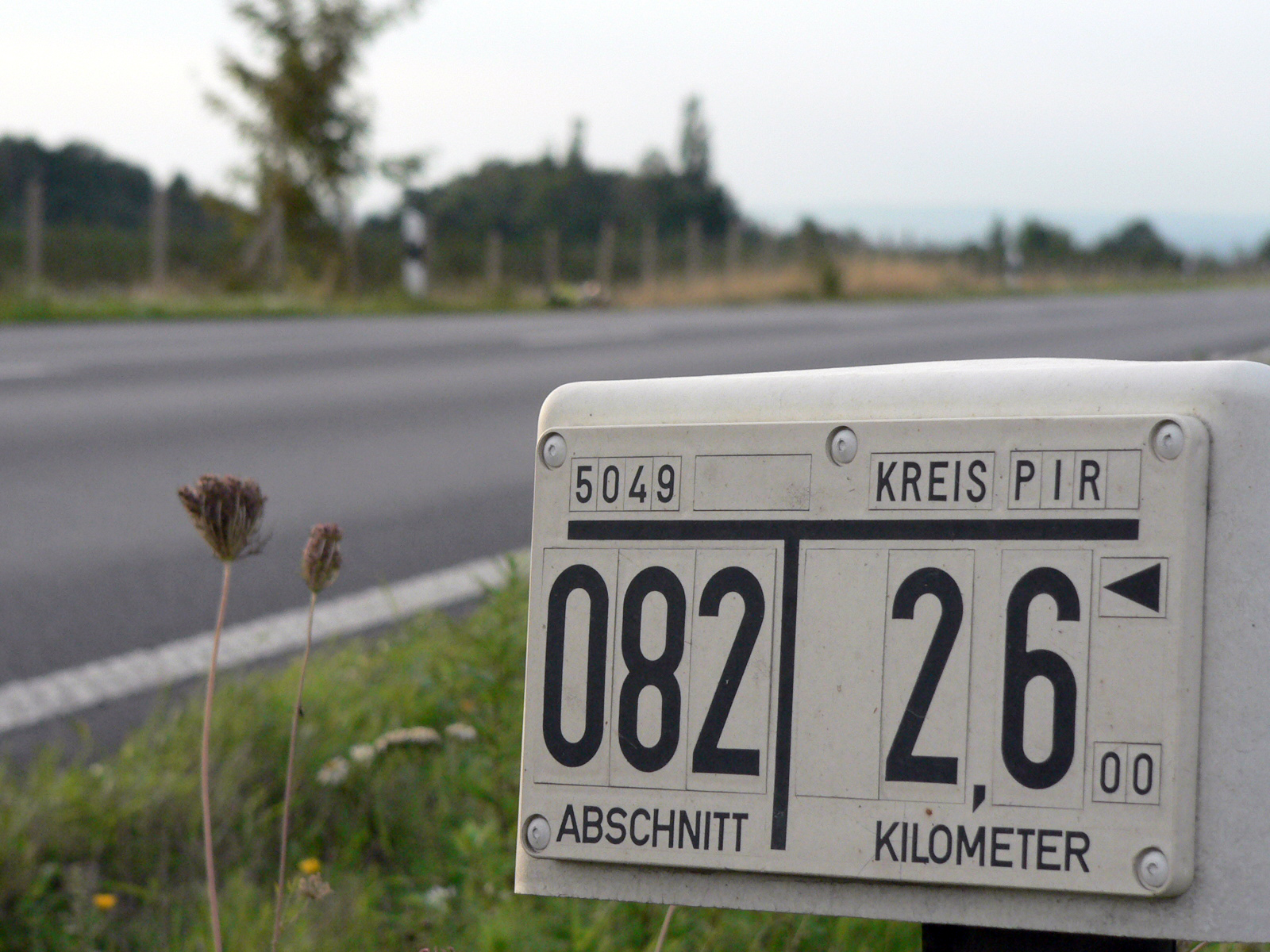
Stationszeichen an der B 172 in der Nähe von Pirna

Der 1939 an den Reichsautobahnen eingeführte große Kilometerstein mit Zielortangabe in Richtung Autobahnnullpunkt

In Deutschland werden klassifizierte Straßen, also Bundesautobahnen und Bundesstraßen sowie Landes- und Kreisstraßen, heute in der Regel mit Stationszeichen aus Metall oder Kunststoff gekennzeichnet bzw. kilometriert. In einigen Bundesländern stehen aber auch heute noch viele Kilometersteine, da es zu aufwendig und zu teuer wäre, alle Kilometersteine durch Kilometertafeln zu ersetzen. In manchen Fällen (zum Beispiel die Stationszeichen in Schleswig-Holstein, aber auch an einigen Strecken in Niedersachsen) sind die Kilometerzahlen auch an den Leitpfosten angebracht. Die Kilometersteine und -tafeln bzw. Stationszeichen stehen zumeist in einem Abstand von 100 oder 200 Metern. Eine Ausnahme bilden Autobahnen, die in der Regel mit blauen Metallschildern im Abstand von 500 Metern kilometriert sind.
Ebenso finden sich auch auf Bundesautobahnen an verschiedenen Stellen Kilometersteine mit dem Berliner Bären, welche ab 1954 zur Erinnerung an die bis 1989/90 geteilte Stadt aufgestellt worden waren.

### Dänemark

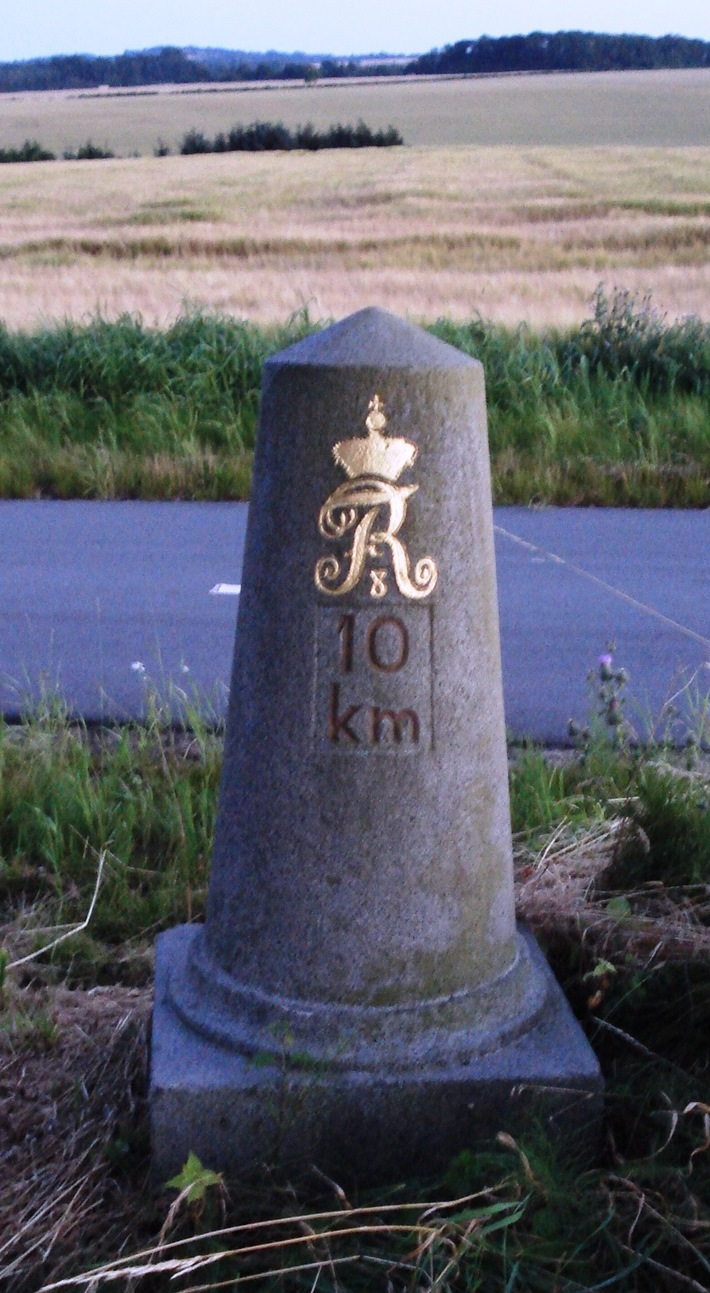
Dänischer Kilometerstein (mit dem Monogramm Friedrich VIII) bei Sønder Stenderup / Kolding Kommune

In Dänemark wurden noch um 1900 aus Stein geschlagene Kilometersteine mit Königsmonogramm aufgestellt.

### Japan
Im Norden Japans gibt es alte Wegsteine, die vor den Gefahren von Tsunamis warnen. Manche sind älter als 600 Jahre.

### Österreich

#### Autobahnen und Schnellstraßen
Auf österreichischen Autobahnen und Schnellstraßen kommen derzeit mehrere Standards zur Anwendung. Ursprünglich waren Autobahnen alle 500 m beidseits mit retroreflektierenden blauen Alutafeln markiert. Die ASFINAG geht nun dazu über (Beispielsweise auf der A1) nur mehr im Mittelstreifen ein hohes Schild aufzustellen, dafür mit Nummer der Autobahn und alle 250 m (zum Beispiel A1 / 24,750 km). Zur besseren Orientierung für Hubschrauber wurden im Mittelstreifen zwischen den Richtungsfahrbahnen alle 5 km Orientierungstafeln aufgestellt. Die sind in auffälligem Orange ausgeführt, die Zahlen sind schwarz. Es werden jeweils zwei etwa 60° schräg liegende Tafeln montiert, welche dadurch optimal zu sehen sind im Flug längs der Autobahn. Zusätzlich wurden ähnliche Tafeln unter großen Freileitungen, welche die Autobahn überspannen mit Blitz-Symbol aufgestellt. Die A14 hat eine herkömmliche Beschilderung alle 200 m. Neuerdings werden auch Autobahnabfahrtsrampen eigens beschildert, etwa „Rampe D“ „km 0,2“. Noch in den 70er- und 80er-Jahren waren lange Zeit auf Autobahnen am mittigen Trennstreifen weiße Tafeln mit Kilometerangaben als „Bau-km“ zu sehen.
In den letzten Jahren kam eine zusätzliche Beschilderung für Hubschrauberflug, etwa für Rettungseinsätze, polizeiliche Überwachung. Relativ große orange Tafeln, in Satteldachform beidseits schwarz mit der Kilometerzahl beschriftet wurden in der Mittelachse montiert. Mitunter in den Zwischenraum der Mittelleitschienen abgesenkt und damit von Pkws aus kaum sichtbar. Die schrägen Flächen liegen etwa im Winkel von nur 30° gegenüber der Waagrechten, sodass sie optimiert sind für den eher steilen Blick (0°–60° gegenüber der Vertikalen) von oben aus dem im Zuge der Flugroute längs der Autobahn ankommenden Hubschrauber. Warntafeln im selben Format mit je Seite einem Blitzsymbol warnen vor querenden Hochspannungsleitungen.
Weiters wurden – eher nur einstellige – Kilometerangaben und Markierungsstriche an Fahrbahnrändern großer Straßen in weißer Farbe aufgebracht. Manche dienen als Eichmarken für Abstandskontrolle (zwischen Fahrzeugen) via Videoaufnahme aus einem Kfz von einer Brücke aus und Bildbearbeitung.

#### Landesstraßen
Die Tafeln an Landesstraßen wurden ab etwa 1990 zumindest an den vollen Kilometern mit der Straßenbezeichnung ergänzt, um bei Unfallmeldungen schneller die genaue Straßenstelle angeben zu können. Jedenfalls in der Steiermark werden Landes- und Bezirksstraßen alle 200 m mit Holzpflöcken versehen, die meist zugespitzt ins Bankett oder die Wiese daneben geschlagen werden. Die 50 cm langen Latten haben etwa 3 cm × 8 cm Querschnitt tragen auf beiden Breitseiten je ein weißes Taferl, schwarz auf retroreflektierend weiß: oben die Kilometerzahl, darunter ein waagrechter Strich und wieder darunter (gleich groß) die Hektometerziffer. Oben auf der Stirnseite klein die Straßenbezeichnung. Autobahnen und Bergstraßen, an denen mit viel (an den Rand geschobenem) Schnee gerechnet wird, weisen bis auf 2 m erhöhte Kilometertafeln auf.
Früher waren auf den ehemaligen Bundesstraßen echte Kilometer-Steine aus kleinen Granitquadern üblich, die obersten 18 cm weiß bemalt, mit Kilometerangabe darunter Strich und Hektometerstelle, jeweils in 5 cm hohen schwarzen Ziffern.
Kilometerangaben auf Wegweisern sind in der Steiermark eher selten, in Oberösterreich die Regel. Wegweiser an Radrouten sind häufig klein, nicht retroreflektierend, sowie dunkel und kontrastarm.
In ähnlichem Format wie die Kilometer sind an größeren Straßen die überquerten Gewässer, Bezirksgrenzen und Grenzen für Schneeräumdienste beschriftet, auch Passhöhen, an kleineren Straßen (schwarz auf weiß) bisweilen Gemeindegrenzen und ihr Verlauf.
Eine Besonderheit sind Kilometertafeln mit 2 Angaben, etwa „21,833 (über) 22,000“, wenn etwa durch Begradigung der Verlauf gekürzt und die Kilometrierung neu mit einem vollen Kilometer beginnt. Beim Ende eines längeren Bauabschnittes ist der Übergang zur alten Kilometrierung – siehe Foto. Die Reihenfolge der Kilometertafeln in diesem Abschnitt lautet in diesem Beispiel (B 178) jetzt: … – 4,6 – 4,8 – 5,0 – 5,2 – 5,326 / D 4,6 – D 4,8 – D 5,0 – D 5,2 – 5,4 - …

#### Alte Poststraßen
Zylindrische Steinsäulen etwa 1,20 m über das Umgebungsniveau aufragend, mit ca. 25–30 cm Durchmesser, oben flach-kegelig abgeschrägt markierten mit eingemeiseltem Text die regulären Halte der Postkutschen und zugleich die Entfernungen zu den Enden der Poststrecke.
Der denkmalgeschützte Postmeilenstein (Listeneintrag) aus 1838 von Neudorf ob Wildon wurde 1995 im Anger wenige Meter östlich der B67 neu aufgestellt. Er trägt seitlich die Beschriftung: „3 Meile von Graetz“ (Graz), „Station Nro 6“, im Anblick Richtung Norden: „Nach Wien 29 Meil“, und beim Blick nach Süden: „Nach Triest 30 Meil“. Die Strecken wurden damals in altösterreichischen Postmeilen zu 7,5859 km gemessen.

### Schweden

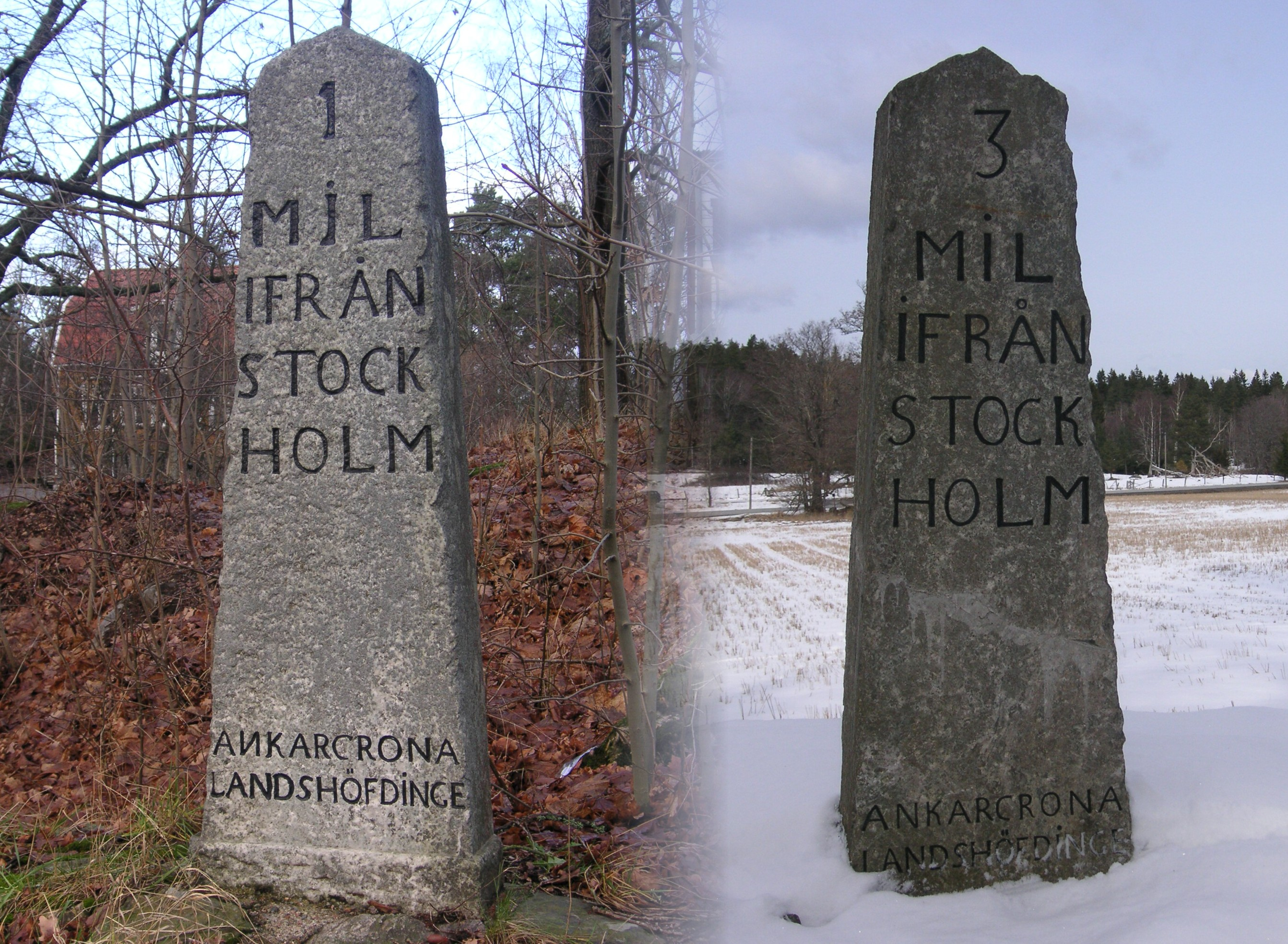
Zwei schwedische Meilensteine an der alten Landstraße nach Södertälje, südlich von Stockholm

In Schweden wurden Meilensteine (milstenar) von 1649 bis in die 1870er Jahre errichtet, um die Abstände auf den Landstraßen zu markieren. Laut einer Gastwirtschaft-Verordnung von 1649 sollten bessere Voraussetzungen geschaffen werden, Reiserechnungen zu erstellen. Die Messung ging immer vom Stockholmer Schloss aus, unabhängig von Provinzgrenzen oder Provinzstädten.
Die schwedischen Meilensteine sind oft aus Stein gehauen und tragen Inschriften wie „1 MIL IFRÅN STOCKHOLM“ (Eine Meile von Stockholm), sowie den Namen des jeweiligen Landshövding (Provinzregenten). Mitunter sind auch eine Jahreszahl und eine Königskrone zu sehen. Eine alte, schwedische Meile entsprach 10.688 Metern.
Im Jahr 1877 wurde mit einer neuen Weg- und Straßenverordnung die Vorschrift, Meilensteine zu errichten, abgeschafft. Gleichzeitig wurde die Länge einer schwedischen Meile auf genau 10.000 Meter festgelegt, was heute noch gilt.
Die ältesten bekannten Meilensteine befinden sich in den Provinzen Dalarnas län und Skaraborgs län, beide sind aus dem Jahr 1652. Schwedische Meilensteine stehen unter Denkmalschutz.

### Schweiz

#### Nationalstrassennetz

Kilometer-
Tafel

Hektometer-
Tafel

Im Nationalstrassennetz werden an Autobahnen, Autostrassen und teilweise auch auf Hauptstrassen (Hauptstrasse 4 ab Brünigpass, Hauptstrasse 6/Hauptstrasse 11 entlang des Thunersees sowie Hauptstrasse 9 über dem Simplonpass) Kilometer- und Hektometertafeln aufgestellt.

#### Kantonsstrassennetze
Einige als Autobahn oder Autostrassen ausgeschilderten Kantonsstrassen, die einen längeren Verlauf aufweisen, werden analog dem Nationalstrassennetz kilometriert.
Einige Kantone, beispielsweise der Kanton Thurgau oder der Kanton Basel-Landschaft, versehen ihre Haupt- und Nebenstrassen seit den 2000er Jahren mit Stationszeichen. So werden die Kantonsstrassen des Kantons Thurgau an Strassenpfosten oder an den Lampen alle 200 m entlang der ganzen Kantonsstrasse fortlaufend kilometriert.

### USA
Die Interstate Highways der USA sind in Richtung Süden und Westen kilometriert. Andere Highways orientieren sich hingegen an den Grenzen der Countys. Die Ausfahrten richten sich oft nach dem nächstgelegenen, in den USA als Milepost (MP) bezeichneten Kilometerschild. Durch die Zusatzbuchstaben N, E, S, W nach den Straßennummern auf den Schildern an der Straßenseite oder auf Wegweisern werden die Richtungen northbound, eastbound usw. signalisiert.

## Eisenbahn (Deutschland)

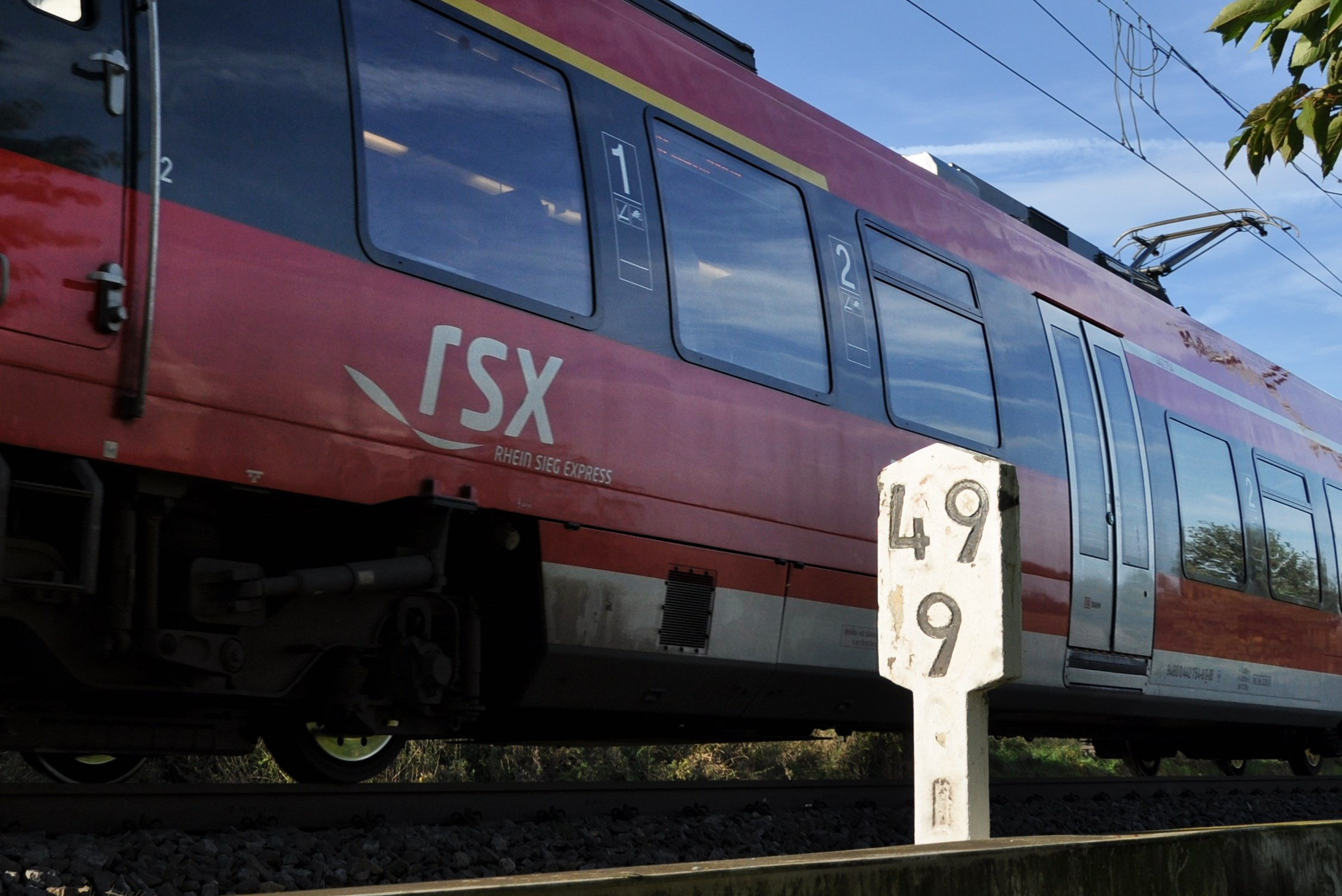
Kilometerstein an der Schnellfahrstrecke Köln–Aachen

Bei den deutschen Eisenbahnen werden Kilometersteine auch als Hektometerzeichen, Hektometersteine oder Abteilungszeichen bezeichnet. Sie wurden an vielen Strecken durch Hektometertafeln ersetzt beziehungsweise ergänzt. Besonders bei schneller Fahrt sind die in der Regel in Sichthöhe (beispielsweise an Oberleitungsmasten) angebrachten und oftmals rückstrahlenden Tafeln für den Triebfahrzeugführer besser erkennbar als die niedrig stehenden Steine seitlich des Gleisbetts.

## Fließgewässer

### Donau
Die Kilometrierung der Wasserstraße Donau, oberflächenbündig in den Uferböschungen, besteht aus etwa 60 × 80 cm großen weißen „Steinen“ aus Betonguss, die nur eine, etwa 4 cm erhabene (für den Wasserauslauf sind untere Bögen geschlitzt) Ziffer tragen, schwarz bemalt die Hektometer nur von 1 - 9, in rot dann der volle Kilometer, ergänzt durch eine schwarze Tafel auf 3 m hoher Säule, beschriftet in weiß: oben etwa 10 cm klein mittig Tausender- und Hunderterstelle, darunter etwa 30 cm groß Zehner- und Einerstelle: Also klein 21 über groß 34 für km 2134 bei Linz.

### Rhein
Entlang des Rheins wurde ab dem Jahr 1863 aller zehn Kilometer ein Myriameterstein gesetzt, der umfangreich beschriftet ist. Spätere Neuvermessungen bedingten weitere Steine (teils sogar im Hektometerbereich) sowie Tafeln. Dennoch besteht ein weitgehend vereinheitlichte Kilometrierung am Rhein, die alle Steine in ein System bringt.

## Energieleitungen
Im Untergrund verlegte Gas- und Ölleitungen werden durch gelbe bzw. orange, sehr flache Kegelkappen auf gut 2 m hohen Stahlrohrmasten in bisweilen regelmäßigen Abständen angezeigt. Diese tragen nun darunter auch je zwei flach-schräge orange Tafeln mit fortlaufenden schwarzen Nummern und einen elektrischen Messpunkt für den anodischen Korrosionsschutz.

## Landkarten

### Deutschland
Mit der Einführung des Kilometers in Deutschland in den 1870er Jahren fanden Kilometersteine auch Eingang in die Messtischblätter. Waren es auf preußischen Ausgaben anfangs nur weiße Dreiecke, wurden sie nach 1900 zudem mit km beschriftet. Spätestens in den 1930er Jahren ging man dazu über, sie mit einer entsprechenden Zahl zu versehen, so dass man sie zu ihrem Nullpunkt zurückverfolgen kann. Auf hessischen Ausgaben findet sich hingegen als Symbol ein Kreis mit Punkt und Nummer.

### Österreich
Auf genauen Landkarten, etwa 1:50.000 des Bundesamts für Eich- und Vermessungswesens, ist die Kilometrierung (zumindest) der Donau durch zarte blaue Querstriche an einem Ufer wiedergegeben. Kartenzeichen für Eisenbahn mit Querstrichen oder Schwarz-Weiß-Abfolge orientieren sich an der Bahn-Kilometrierung. Die Masten von Hochspannungsleitungen sind in der 1:50.000er-Karte als Querstriche eingetragen und nummeriert.